# Beruth Corona
Beruth Corona est une corona, formation géologique en forme de couronne, située sur la planète Vénus par -19° S et 233,5° E. Elle est localisée dans le quadrangle de Taussig. Elle a été nommée en référence à Beruth, déesse phénicienne de la Terre. 

## Géographie et géologie
Beruth Corona couvre une surface circulaire d'environ 350 km de diamètre. 